# Psi4 Aurigae
Psi4 Aurigae (ψ4 Aurigae, förkortat Psi4 Aur, ψ4  Aur) som är stjärnans Bayerbeteckning, är en ensam stjärna belägen i den östra delen av stjärnbilden Kusken. Den har en skenbar magnitud på 5,02 och är svagt synlig för blotta ögat där ljusföroreningar ej förekommer. Baserat på parallaxmätning inom Hipparcosuppdraget på ca 10,1 mas, beräknas den befinna sig på ett avstånd på ca 320 ljusår (ca 99 parsek) från solen.

## Egenskaper
Psi4 Aurigae är en orange till röd jättestjärna av spektralklass K5 III och visar ett signifikant överskott av kisel i dess atmosfär.  Den har en radie som är ca 33 gånger större än solens och utsänder från dess fotosfär ca 245 gånger mera energi än solen vid en effektiv temperatur på ca 3 970 K.